# Гней Помпей Страбон
Вижте пояснителната страница за други личности с името Страбон.
Гней Помпей Страбон (на латински: Gnaeus Pompeius Strabo; † 87 пр.н.е.) e политик от късната Римска Република от областта Пиценум (днес Марке & Абруцо) и баща на Помпей Велики.

## Биография
Страбон е първият от плебейския род Помпеи, който се издига в Рим за сенатор. Майка му Луцила е от Суеса Аврунка и сестра на поета Луцилий.
Страбон изминава т.нар. „Път на честта“ (на латински: Cursus honorum). По време на Съюзническата война той е през 90 пр.н.е. легат при Публий Рутилий Луп и става консул през 89 пр.н.е. заедно с Луций Порций Катон. Той продължава окупацията на Аскулум. Страбон командва римските сили на север против италийските граждани. Неговите три легиона допринасят най-много за победата на Рим. След смъртта на консулския му колега той поема командването против марсите. През декември 89 пр.н.е. той празнува триумф de Asculaneis Picentibus.
След войната Страбон, заедно с множенството негови ветерани, се оттегля като проконсул в Пиценум. Войниците му убиват Квинт Помпей Руф (консул 88 пр.н.е.). Остава в Пиценум, докато през 87 пр.н.е. Сула го моли за помощ против Гай Марий и Цина. Страбон окупира Рим, но умира, преди да се проведе някоя битка. Има най-различни версии за смъртта му. Вероятно е умрял от заразна болест (други казват, че е ударен от мълния). Синът на Страбон – Гней Помпей Магнус (Помпей Велики), води неговите легиони обратно в Пиценум.
На него са наречени градовете Алба Помпея и Лауз Помпея.